# Lesław Ćmikiewicz
Lesław Ćmikiewicz, född den 25 augusti 1948 i Wrocław, Polen, är en polsk fotbollsspelare som tog OS-guld i fotbollsturneringen vid de olympiska sommarspelen 1972 i München. Vid de olympiska sommarspelen 1976 i Montréal var han med och tog OS-silver i fotbollsturneringen